# جيمس جراي
جيمس غراي (1770 - 1830) هو مربي وشاعر ولغوي إسكتلندي، عندما كان مدير المدرسة الثانوية في دومفريز، أصبح صديقًا لروبرت برنز، وقام في وقت لاحق بتدريس أطفاله. شغل في وقت لاحق مناصب في المدرسة الثانوية في إدنبرة وأكاديمية بلفاست. ثم أخذ الأوامر في كنيسة آيرلندا، وعمل كقسيس لشركة الهند الشرقية في كوتش ومعلم لراو الشاب أو أمير تلك المقاطعة، ديشالجي الثاني.

## حياته
كان غراي في الأصل مدير المدرسة الثانوية في دومفريز، وأصبح هناك أصدقاء حميمين مع روبرت بيرنز. من 1801 حتى 1822 كان ماجستير في المدرسة الثانوية في إدنبرة. في عام 1822 أصبح مدير أكاديمية بلفاست.
تلقى غراي في وقت لاحق الأوامر في كنيسة أيرلندا وفي عام 1826 ذهب إلى الهند كقسيس في خدمة شركة الهند الشرقية في بومباي. وتمركز في نهاية المطاف في بوج في كوتش، وكلف من قبل الحكومة البريطانية بتعليم راو الشاب من تلك المقاطعة ديشالجي الثاني، كونه، كما يقال، أول مسيحي تم تكريمه بهذا التعيين. توفي غراي في بوج في 25 مارس 1830.

## أعماله
نشر جراي كونا بشكل مجهول، أو وادي (كلويد) وقصائد أخرى، لندن، 1814 (الطبعة الثانية، باسم المؤلف، 1816)؛ وحرر قصائد روبرت فيرغسون، مع حياة الشاعر، أدنبرة، 1821. ترك في مخطوطات قصيدة عن الهند. وهناك قصيدة أخرى، بعنوان السبت بين الجبال، تنسب إليه. طبعت نسخة كوتشي من إنجيل القديس ماثيو في بومباي في عام 1834. مجموعة مخطوطات من قصائده باللغة الاسكتلندية، التي هي الآن في حوزة المكتبة الوطنية الاسكتلندية، هي واحدة من أقدم المجموعات الشعرية الاسكتلندية الموجودة. يتضمن الكتاب قراءات مختلفة للعديد من القصائد لروبرت هنريسون، بالإضافة إلى مجموعة من الصلوات والجداول الجغرافية والجداول الزمنية للتاريخ الإسكتلندي المبكر، وكلها مكتوبة باللاتينية.

## اسرته
تزوج جراي من ماري فيليبس من لونجبريدجيمور، انانديل، الشقيقة الكبرى لزوجة جيمس هوغ. استقرت عائلته في الغالب في الهند. قدم هوغ غراي في "صحوة الملكة"، كالشاعر الخامس عشر الذي غنى بالاد حلم الملك إدوارد.